# (1423) Jose
(1423) Jose és un asteroide pertanyent al cinturó d'asteroides descobert per Joseph J. Hunaerts el 28 d'agost de 1936 des del Reial Observatori de Bèlgica, a Uccle.
Inicialment va ser designat com a 1936 QM. Posteriorment, va ser anomenat en honor de Giuseppina Bianchi, filla de l'astrònom italià I. Bianchi.
Orbita a una distància mitjana de 2,86 ua del Sol, podent acostar-se fins a 2,637 ua. La seva excentricitat és 0,07789 i la inclinació orbital 2,906°. Empra 1767 dies a completar una òrbita al voltant del Sol.